# Municipio de Spring Creek (condado de Douglas)
El municipio de Spring Creek (en inglés: Spring Creek Township) es un municipio ubicado en el condado de Douglas en el estado estadounidense de Misuri. En el año 2010 tenía una población de 844 habitantes y una densidad poblacional de 8,99 personas por km².

## Geografía
El municipio de Spring Creek se encuentra ubicado en las coordenadas 36°51′35″N 92°41′6″O / 36.85972, -92.68500. Según la Oficina del Censo de los Estados Unidos, el municipio tiene una superficie total de 93.88 km², de la cual 93,86 km² corresponden a tierra firme y (0,02 %) 0,02 km² es agua.

## Demografía
Según el censo de 2010, había 844 personas residiendo en el municipio de Spring Creek. La densidad de población era de 8,99 hab./km². De los 844 habitantes, el municipio de Spring Creek estaba compuesto por el 97,75 % blancos, el 0,24 % eran amerindios, el 0,12 % eran asiáticos, el 0,12 % eran de otras razas y el 1,78 % eran de una mezcla de razas. Del total de la población el 0,24 % eran hispanos o latinos de cualquier raza.